# On demande une brute
Pour plus de détails, voir Fiche technique et Distribution.
On demande une brute est un film français réalisé par Charles Barrois, interprété par Jacques Tati, sorti en 1934.

## Synopsis
Un grand jeune homme timide et réservé est amené par les circonstances à disputer une très violente partie de boxe.

## Fiche technique
- Réalisateur : Charles Barrois, assisté de René Clément
- Scénario : Jacques Tati, avec René Clément et Alfred Sauvy
- Musique : Marcel Landowski
- Production : Les Films Fernand Rivers
- Pays d'origine :  France
- Format : 35 mm, noir et blanc, Son mono
- Genre : court métrage comique
- Durée : 23 min

## Distribution
- Jacques Tati
- Rhum
- Hélène Pépée
- Raymond Turgy
- Jean Clairval
- Georges Labynit
- F. Mailer
- M. Gillet
- Hennery